# 菲莉絲·施拉夫利
菲莉絲·史都華·施拉夫利（英語：Phyllis Stewart Schlafly，1924年8月15日—2016年9月5日）是美國律師和政治運動家，保守主義者，共和黨人，多次當選為共和黨全國代表大會代表。施拉夫利反對共產主義、女權主義、墮胎和同性戀權利，曾在1970年代發起反對《平等權利修正案》的運動。1972年，成立保守派組織「鷹論壇」，並擔任該組織的主席及執行長。
施拉夫利是美國保守主義運動中極具影響力的人物之一，她在1964年出版的《A Choice Not an Echo》銷量超過三百多萬冊，保守派人士李察·維蓋瑞稱她為「保守主義運動的第一夫人」。

## 生平

### 早年
1924年出生在密蘇里州聖路易斯市。父親約翰·布魯斯·史都華（John Bruce Stewart）；母親歐蒂·史都華（Odile Dodge Stewart）曾當過百貨商店售貨員、小學教師和圖書館員。在大蕭條時期，父親約翰失業了，全家仰賴著母親歐蒂的收入勉強度日；儘管如此，約翰在政治上仍堅決反對新政。
1944年，菲莉絲在聖路易斯華盛頓大學取得學士學位。讀大學期間，她在一家軍工廠當測試槍枝的槍手以賺取學費。1945年，她在拉德克利夫學院取得政治學碩士學位。1978年，在聖路易斯華盛頓大學法學院取得法學博士學位。

### 參政
1940年代時曾在保守派智庫美國企業學會（美國企業研究院之前身）工作。1946年回到聖路易斯，在克勞德·貝克威爾的聯邦眾議員競選活動中工作。
1952年首度出席共和黨全國代表大會，之後每一屆都出席，並多次當選為代表或候補代表。1956年至1964年，擔任伊利諾州共和黨婦女聯合會主席。1964年至1967年，擔任全國共和黨婦女聯合會第一副主席。
1958年，與丈夫佛雷共同成立反共組織敏真諦·若瑟基金會，目標是讓天主教徒認知到共產主義的危險，名稱取自於受匈牙利共產黨迫害的主教敏真諦·若瑟。該基金會的許多成員也是約翰·伯奇協會的成員。
1977年，與《國家評論》創辦人小威廉·F·巴克利就巴拿馬運河問題展開公開辯論。

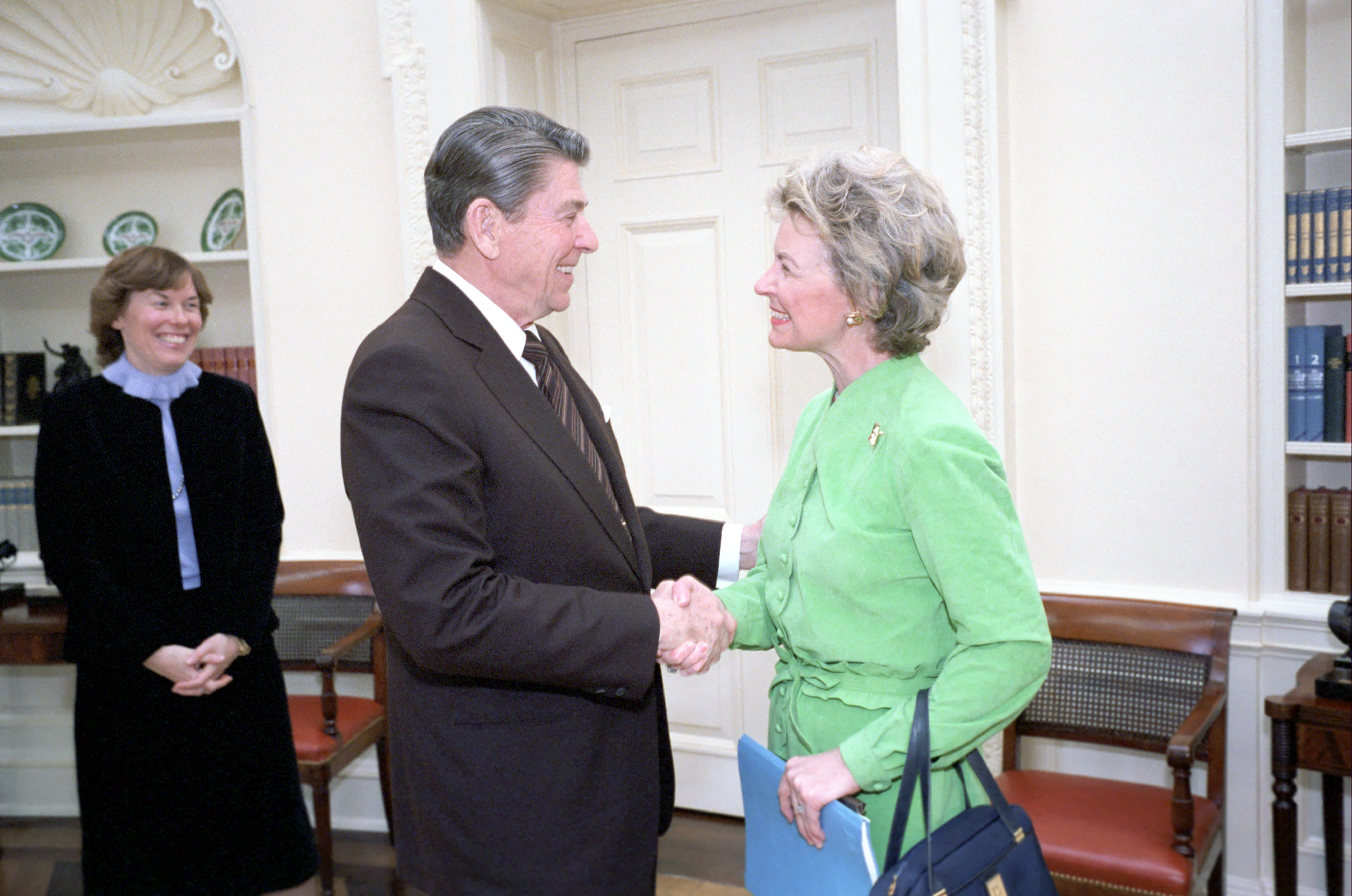
施拉夫利（右）和雷根總統（左）。

1985年6月25日，被總統隆納·雷根任命為紀念美國憲法頒布二百週年委員會成員。
1990年，成立反墮胎組織共和黨全國生命聯盟。
1996年，支持派特·布坎南的總統競選活動。

### 反平權修正案

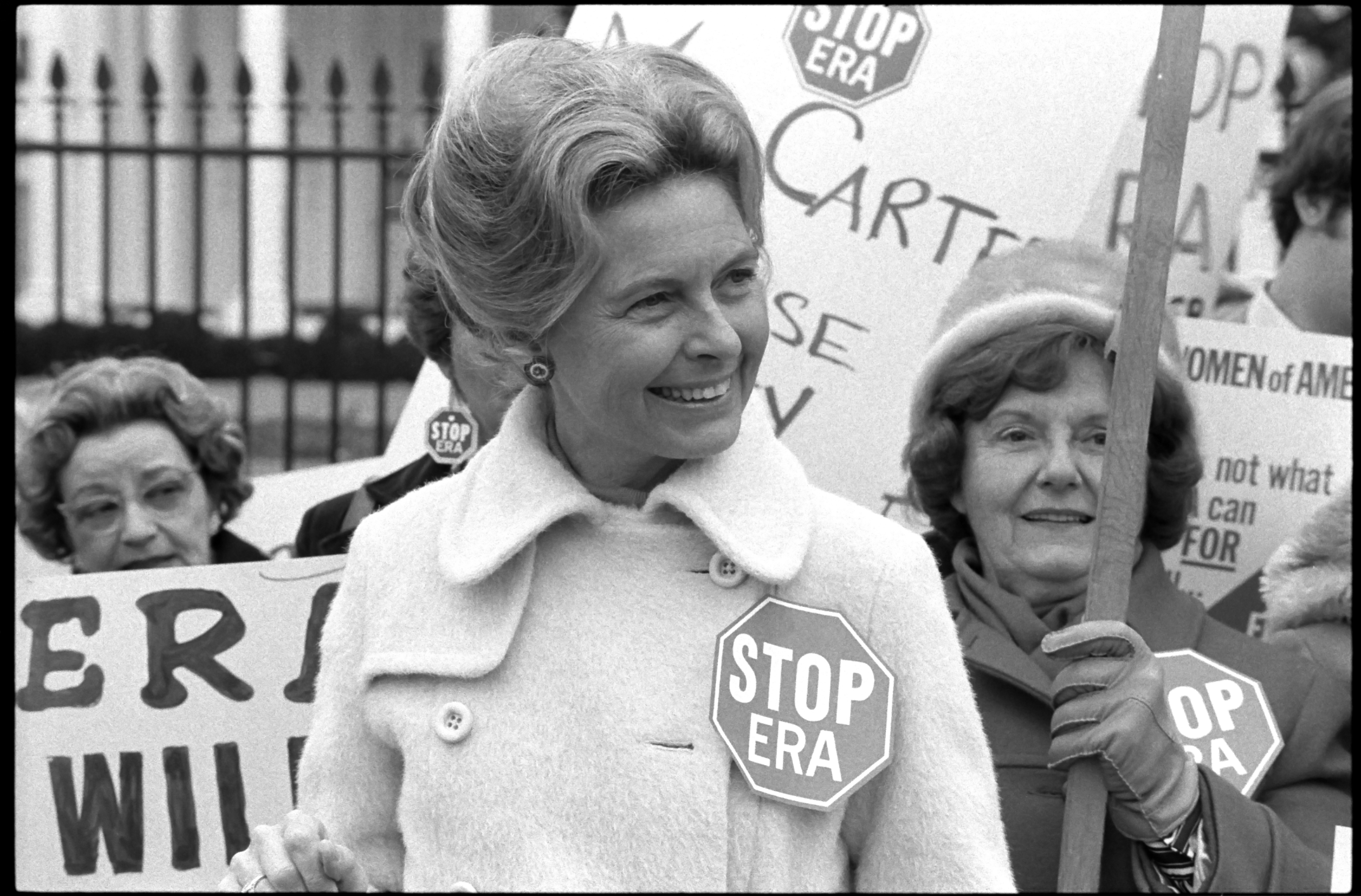
1977年2月4日，施拉夫利在白宮前示威。

### 晚年

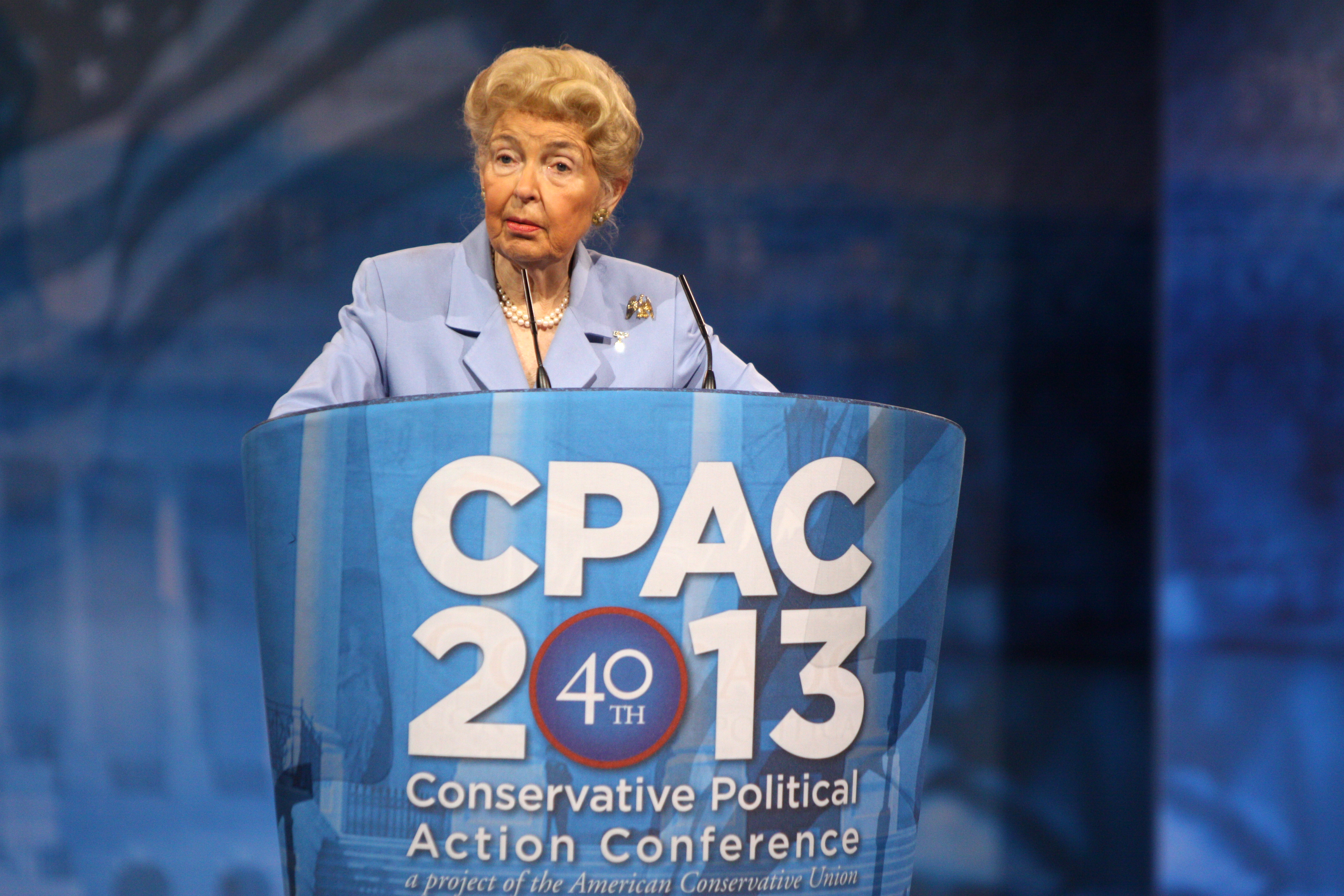
2013年3月，施拉夫利在保守政治行動會議上發言。

2016年1月，在接受布萊巴特新聞網採訪時，施拉夫利稱共和黨總統初選參選人唐納·川普是「是擊敗『造王者』的唯一希望」，並稱如果不阻止移民，「美國將不再是美國」。3月11日，施拉夫利在聖路易斯市皮博迪歌劇院的川普競選集會上公開為川普站台：「他是一個真正的保守主義者，我請你支持他」。
2016年9月5日，施拉夫利在密蘇里州拉杜的住家中病逝，享年92歲。9月10日，其葬禮在聖路易聖殿主教座堂舉行，川普是出席者之一。

## 家庭
1949年10月20日，與佛雷·施拉夫利（John Fred Schlafly Jr.）結婚，同年夫妻倆搬到伊利諾州阿爾頓。佛雷是一名律師和反共運動者，曾任世界反共聯盟主席，1993年去世。
育有六名子女：
- 約翰·施拉夫利（John Schlafly），律師。
- 布魯斯·施拉夫利（Bruce Schlafly），整形外科醫師。
- 羅傑·施拉夫利（Roger Schlafly），軟體開發人員。
- 麗莎·施拉夫利（Liza Schlafly），律師。
- 安德魯·施拉夫利（Andrew Schlafly），律師。2006年成立保守百科。
- 安妮·施拉夫利（Anne Schlafly）

## 所獲榮譽
- 2008年5月，獲授聖路易斯華盛頓大學榮譽人文博士。但受到部分師生的抗議[11][12]。
- 2009年8月，獲克萊兒·布思·魯斯政策研究所頒予終身成就獎[13]。
- 2009年11月，獲頒安妮·泰勒獎[5]。

被《婦女家庭雜誌》評為20世紀最重要的百名女性之一。被《好管家》雜誌評為世界上最受尊敬的十名女性之一。

## 評價
施拉夫利受到許多美國保守派人士的推崇或肯定。第40任美國總統隆納·雷根在1984年的一次全國會議上向施拉夫利致敬：「妳的工作是所有為繁榮自由的美國而奮鬥的人的榜樣。」第45任美國總統唐納·川普稱施拉夫利為「真正偉大的美國愛國者」，「菲莉絲是一位堅強、自豪、強烈和不知疲倦的戰士，她是她所深愛的國家的戰士」。曾任美國保守派聯盟主席和美國全國步槍協會主席的大衛·基恩稱施拉夫利為「真正的保守主義女王」。共和黨籍聯邦眾議員史提夫·金稱：「很少有人像菲莉絲那樣為推進憲政保守主義事業付出了如此巨大的努力。她是真正的國寶……她是我們這個時代最明確的政治和憲法思想家，也是保守主義最成功的草根運動家之一。」
另一方面，施拉夫利也受到許多女權運動者的批評和非議。知名女權運動家貝蒂·傅瑞丹在1973年的辯論中對施拉夫利說：「我認為妳是妳性別的叛徒，我認為妳是湯姆大嬸（指逆來順受、漠不關心婦女解放運動的女性）」。

## 相關作品
2020年播出的迷你影集《美國夫人》劇情聚焦於1970年代菲莉絲·施拉夫利領導的反平權修正案運動，施拉夫利一角由凱特·布蘭琪出演。但施拉夫利的家人認為該影集未能如實反映真實的施拉夫利。施拉夫利的女兒安妮表示《美國夫人》的製作人對「對了解真相不感興趣」；她指出：影集中佛雷對施拉夫利進行婚内强奸的橋段，在現實裡純粹是子虛烏有，「我的父母親……非常尊重彼此」，這一幕是「對我父親的謊言和誹謗」。施拉夫利的外甥女蘇珊·溫克爾更抨擊該影集所塑造的施拉夫利形象「純粹是宣傳」。

## 外部連結
- 官方网站 （英文）
- 菲莉絲·施拉夫利在互联网电影资料库（IMDb）上的資料（英文）
- C-SPAN內的頁面（英文）